# Bataille de Sandöström
Guerre de Finlande
La bataille de Sandöström oppose, le 2 août 1808, les flottes du royaume de Suède et de l'empire de Russie au cours de la guerre de Finlande.

## Contexte
Après avoir échoué à détruire la flotte côtière russe près de Turku, les Suédois choisissent d'attaquer les renforts russes. La flotte suédoise contrôlant la haute mer, les Russes sont obligés d'utiliser les bras de mer côtiers. Les Suédois détachent donc un groupe de canonnières, sous les ordres du capitaine Sölfverarm, pour barrer le passage au nord de l'île de Kemiö, près de la petite île de Tallholmen.
Le contre-amiral Hjelmstjerna est contraint de diviser ses forces pour éviter d'être pris à revers par les forces russes basées à Turku et ne confie donc initialement à Sölfverarm que 8 canonnières, auxquelles quatre autres s'ajoutent un peu plus tard. Il garde auprès de lui 14 canonnières et sept galères et dispose quatre autres canonnières pour contrôler d'autres chenaux.
La première tentative russe pour forcer le barrage de Sölfverarm a lieu le 18 juillet, lorsque 6 canonnières russes attaquent sans succès les Suédois (bataille de Tallholmen). Le 21 juillet, une nouvelle attaque est menée par une trentaine de yawls russes qui bénéficient du soutien d'une batterie côtière. En large infériorité numérique, les suédois se replient en ordre, en comptant 46 morts et blessés mais aucun navire perdu, tandis que les Russes ne comptent que 19 victimes dont leur commandant Hayden.

## Déroulement

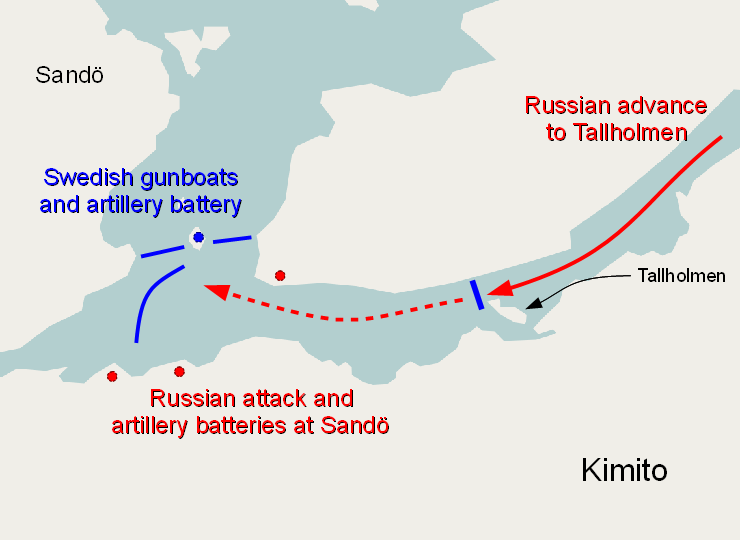
Plan des batailles de Tallholmen et de Sandöström.

Sölfverarm renforce ses défenses et fait construire une batterie sur une île au milieu de l'étroit chenal. Les suédois reçoivent aussi le renfort du lieutenant-colonel Önnert Jönsson, qui prend le commandement, et de ses dix canonnières. Les russes aussi reçoivent des renforts et alignent entre cinquante et quatre-vingt-dix navires. Mattila rapporte que les russes sont soutenus par deux batteries côtières de six et quatre canons et par six compagnies d'infanterie.
L'attaque russe est lancée à trois heures du matin le 2 août. La batterie suédoise située au milieu du passage se montre redoutablement efficace, bien qu'elle soit la cible d'un tir nourri. Bien que plusieurs canonnières suédoises soient obligées de se retirer de la ligne de bataille, la première offensive russe est repoussée. D'autres assauts sont lancés pendant la journée, mais la ligne suédoise ne rompt pas. Cependant, une dernière attaque russe parvient à briser la ligne des Suédois et les contraint à la retraite, abandonnant leur batterie côtière qui se rend aux Russes.
La retraite suédoise est menée dans l'ordre et les Russes ne parviennent pas à profiter de leur avantage avant l'arrivée des renforts d'Hjelmstjerna. Celui-ci, au lieu de contre-attaquer avec ses troupes fraiches la ligne russe trop étirée, choisit de se replier.

## Conséquences
Bien que la bataille ne soit pas un très net succès tactique, les Russes remportent une victoire stratégique en ouvrant un passage dans les chenaux côtiers, ce qui leur permet d'effectuer la jonction de leurs forces.